# Centro histórico de Calpulalpan
El centro histórico de Calpulalpan es la zona de monumentos históricos de la ciudad de Calpulalpan en el estado mexicano de Tlaxcala declarado por el Instituto Nacional de Antropología e Historia (INAH).
En esta área se encuentran edificaciones prehispánicas y coloniales abarcando una área de 0.793 kilómetros cuadrados formada por veintinueve manzanas que comprenden aproximadamente 64 edificios construidos entre los siglos XVI al XIX entre los que se encuentran el Templo de San Antonio de Padua, el Ex-Convento de San Simón y Judas, Capilla de la Tercera Orden y el Templo de El Calvario en el ámbito religioso.
También se incluyen plazas y parques como la Plaza de la Constitución y la Plaza Santa Cecilia e inmuebles públicos y asistenciales como el Palacio Municipal y el Puente «Benito Juárez».
La zona de monumentos históricos de Calpulalpan fue decretada y aprobada por el expresidente Miguel de la Madrid el 11 de marzo de 1986 y publicada en el Diario Oficial de la Federación el 3 de abril del mismo año.

## Monumentos históricos

### Declaratoria
- Que San Antonio Calpulalpan es un asentamiento histórico preexistente a la conquista y colonización de la corona.
- Que la fundación española de San Antonio Calpulalpan se realizó hacia la mitad del siglo XVI.
- Que es lugar de sitios prehispánicos importantes en que se encuentran edificaciones que atestiguan el origen indígena de su nombre "Calpulalpan" "Calpulli", Conjunto de Casas.
- Que la fundación de San Antonio Calpulalpan ofrece testimonios de su pasado indígena, el jeroglífico que antiguamente la representa indica seis localidades, de las cuales tres son "Ciudades Reales", tres son "Barrios" bajo la Iglesia de Calpulalpan se localiza una de las ciudades del mencionado jeroglífico.
- Que se encontraba dentro de la ruta de la Nueva Colonización y fue hacia el año de 1570 una de las primeras cabeceras de doctrina al límite Este del Valle.
- Que por su situación geográfica fue un punto estratégico en la ruta México-Veracruz.
- Que durante la Guerra de Reforma, Calpulalpan fue escenario de la victoria de Antonio Carbajal y de los Liberales contra el ejército conservador de Cobos y Ordóñez.
- Que el 16 de octubre de 1874, por Convenio celebrado entre los Gobiernos de los Estados de México y Tlaxcala, la población de Calpulalpan culminó el proceso de lucha en favor de formar parte de la integridad cultural y territorial del Estado de Tlaxcala.
- Que es indispensable, dentro de los programas de desarrollo de los asentamientos humanos, la protección, conservación y restauración de las expresiones urbanas y arquitectónicas relevantes que forman parte de nuestro patrimonio cultural.

### Arquitectura colonial y prehispánica
La siguiente es una lista de las construcciones que constituyen el centro histórico de Calpulalpan:
- Templo de San Antonio de Padua
- Ex-Convento de San Simón y Judas
- Capilla de la Tercera Orden
- Templo de El Calvario
- Palacio Municipal
- Puente «Benito Juárez»
- Manantial de Atzompan
- Plaza de la Constitución
- Plaza Santa Cecilia
- Estación ferroviaria Calpulalpan
- Zona arqueológica La Herradura
- Centro cultural
- Fuente Carlos García Yáñez
- Fuente del soldado
- Monumento a las madres

Arquitectura colonial de Calpulalpan
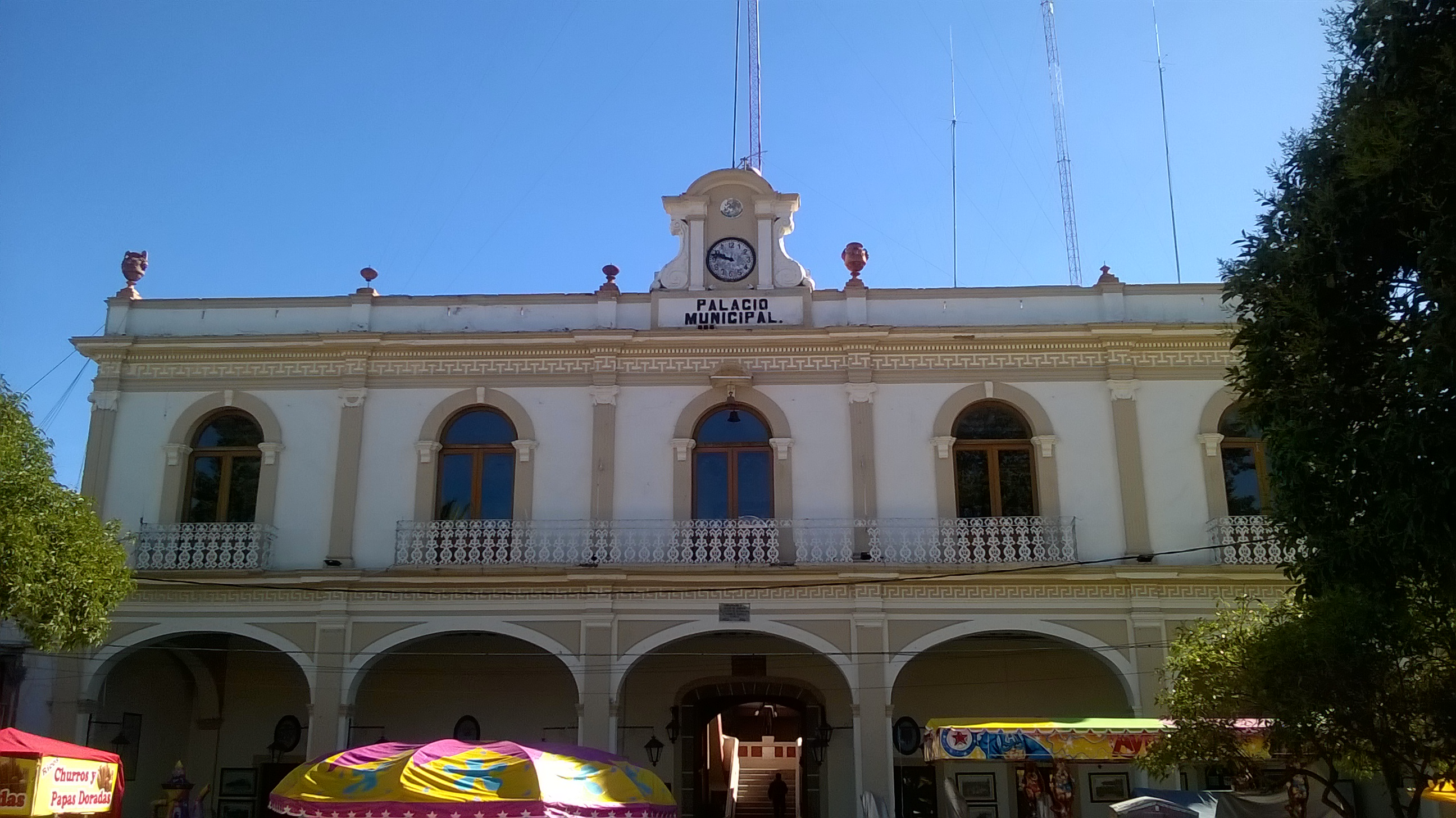
Palacio municipal
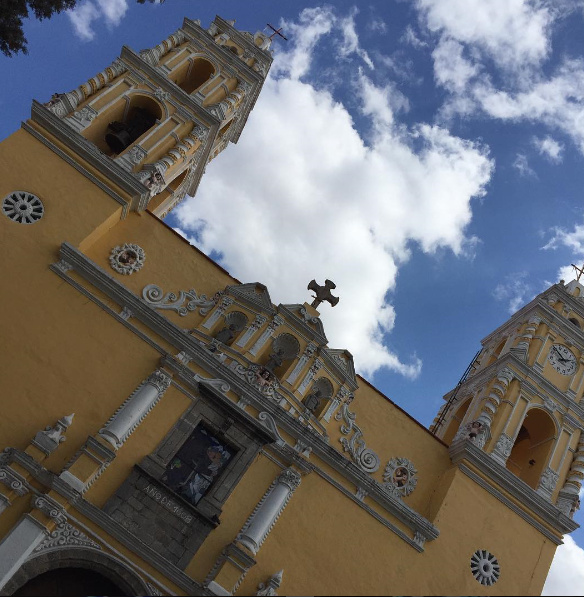
Parroquia de San Antonio
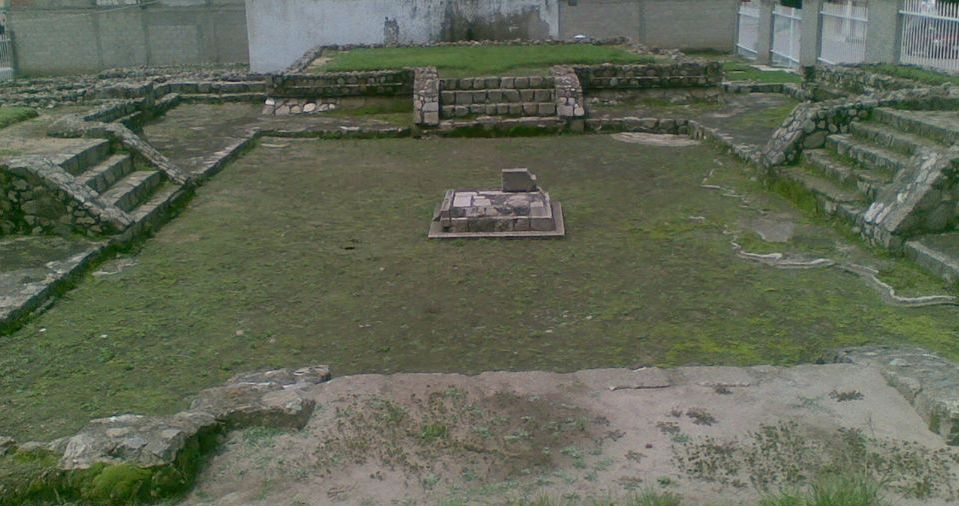
Zona arqueológica La Herradura
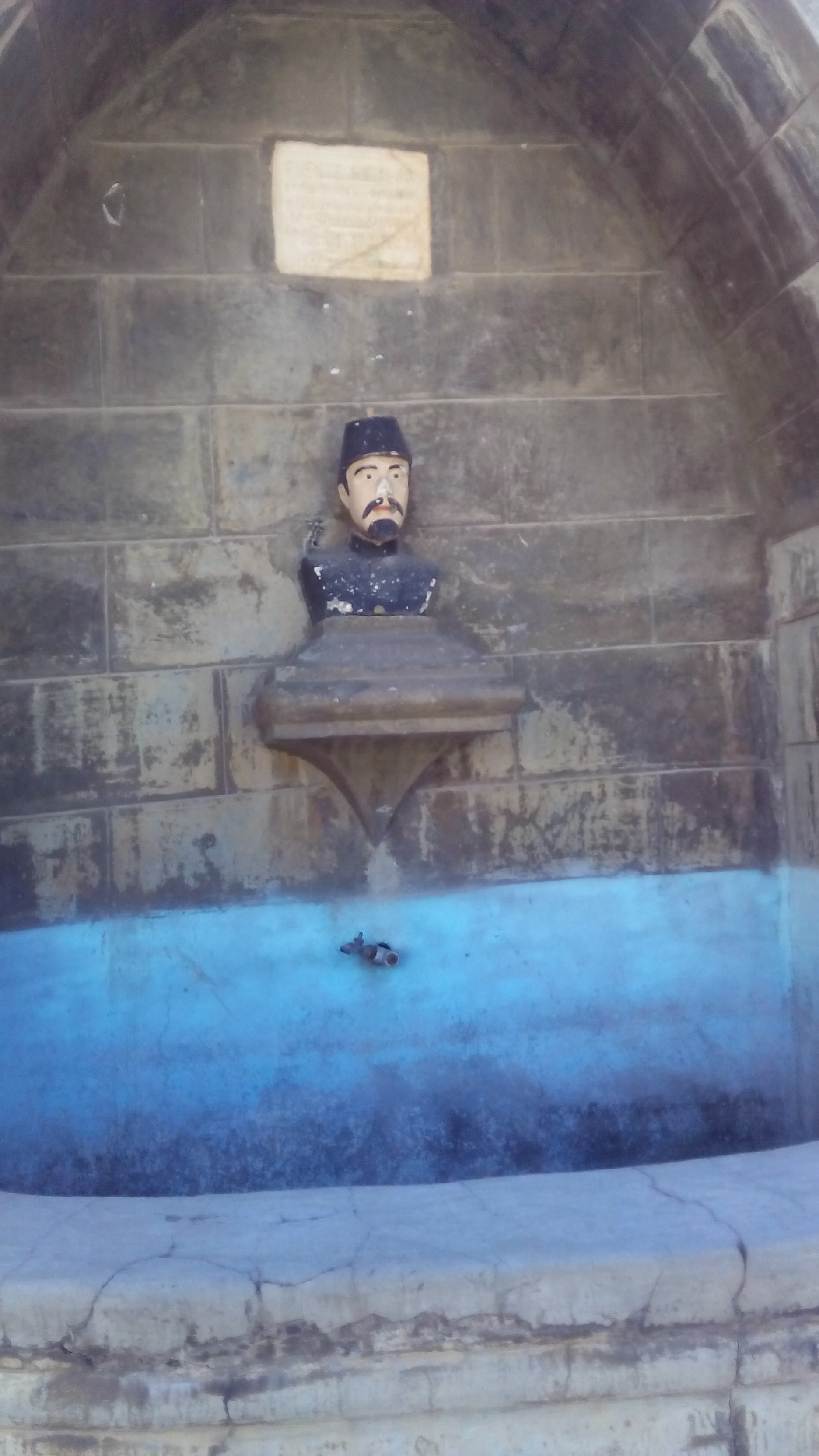
Fuente del soldado
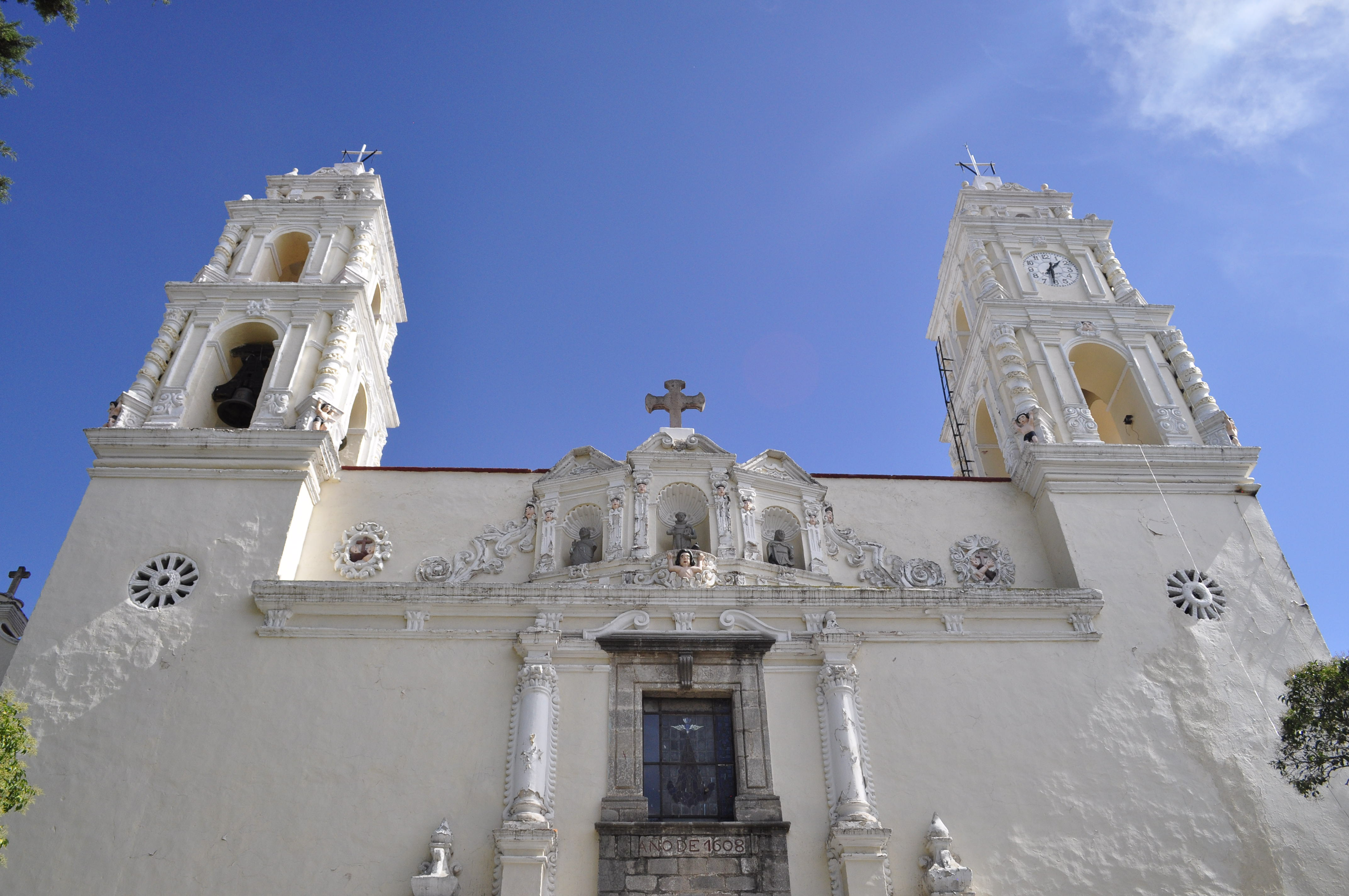
Parroquia San Antonio de Padua y Ex-Convento de San Simón y Judas
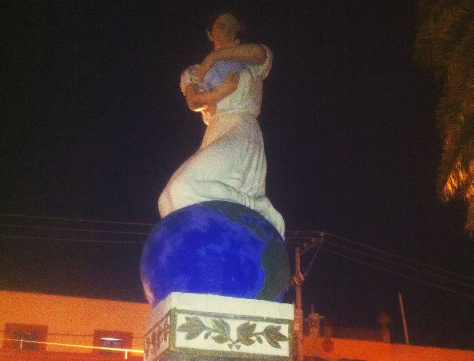
Monumento a las madres